# Praia do Ribatejo
Praia do Ribatejo es una freguesia portuguesa del concelho de Vila Nova da Barquinha, con 20,24 km² de superficie y 2.087 habitantes (2001). Su densidad de población es de 103,1 hab/km².